# 쿰바 이알라
쿰바 이알라 엠발로(포르투갈어: Kumba Ialá Embaló, 1953년 3월 15일~2014년 4월 4일)는 2000년 2월 17일부터 2003년 9월 14일 무혈 쿠데타로 퇴위할 때까지 기니비사우의 정치인이었다. 그는 발란타족에 속해 있었으며 사회갱신당의 총재였다. 2008년 그는 이슬람으로 개종하여 모하메드 이알라 엠발로(포르투갈어: Mohamed Ialá Embaló)라는 이름을 얻었다. 그는 사회갱신당의 창시자였다. 이알라는 2014년 심정지로 사망했다.

## 어린 시절
1953년 3월 15일 카셰우주 불라의 한 농가에서 태어난 이알라는 10대 시절에 기니비사우-카보베르데 아프리카 독립당(PAIGC)의 무장세력이 되었다. PAIGC는 포르투갈 식민 지배로부터 독립을 추구했다.
그는 포르투갈 카톨릭 대학교, 리스본에서 신학을 공부했고 그 후 철학을 공부했다. 비사우에서 이알라는 아밀카 카브랄 대학 법대에서 법학을 공부했다. 학업을 마친 후, 그는 콰메 은크루마 국립 회관 이사로 임명되어 철학과 심리학을 가르쳤다.
그는 포르투갈어, 크리올어, 스페인어, 프랑스어, 영어를 할 줄 알았고 라틴어, 그리스어, 히브리어를 읽을 줄 알았다.

## 정치 경력
이알라는 1917년 10월 혁명 70주년을 기념해 모스크바에 파견된 PAIGC 대표단의 단장을 맡았으나 1989년 민주개혁을 요구해 당에서 쫓겨났다.
1991년 3월, 이알라는 라파엘 바르보사와 함께 민주사회전선(FDS) 설립을 도왔다. 1992년 1월 14일, 이알라는 FDS를 탈퇴하고 사회갱신당(PRS)을 결성하였다.

## 사망
이알라는 "급작스러운 심정지"로 고통받았고 2014년 4월 3일부터 4월 4일까지 61세의 나이로 사망했다. 그의 개인 경호 책임자인 알프레도 말루는 "목요일 밤에 문제가 있었다"며 다음날 아침 일찍 사망했다고 말했다. 정부는 이알라가 심장마비로 사망했으며 9시에 "특별내각"이 열릴 것이며 그의 시신은 브라 군병원으로 이송될 것이라고 발표했다. 말루는 이날 오후 갑자기 앓아 2014년 4월 13일 치러질 국회의원 선거에 대비해 PRS 후보들을 만날 수 없었다고 덧붙였다.

## 역대 선거 결과
| 선거명           | 직책명              | 대수 | 정당       | 1차 득표율 | 1차 득표수 | 2차 득표율 | 2차 득표수 | 결과 | 당락 |
| ---------------- | ------------------- | ---- | ---------- | ---------- | ---------- | ---------- | ---------- | ---- | ---- |
| 1994년 선거      | 기니비사우의 대통령 | 2대  | 사회갱신당 | 21.88%     | 67,518표   | 48.00%     | 148,664표  | 2위  | 낙선 |
| 1999-2000년 선거 | 기니비사우의 대통령 | 3대  | 사회갱신당 | 38.81%     | 143,996표  | 72.00%     | 251,193표  | 1위  |      |
| 2005년 선거      | 기니비사우의 대통령 | 2대  | 사회갱신당 | 25.00%     | 111,606표  |            |            | 3위  | 낙선 |
| 2009년 선거      | 기니비사우의 대통령 | 4대  | 사회갱신당 | 29.42%     | 99,428표   | 36.69%     | 129,973표  | 2위  | 낙선 |
| 2012년 선거      | 기니비사우의 대통령 | -대  | 사회갱신당 | 23.36%     | 73,842표   |            |            | 2위  | 낙선 |